# アウレリオ・デ・ラウレンティス
アウレリオ・デ・ラウレンティス（Aurelio De Laurentiis、1949年5月24日 - ）は、イタリアの実業家、映画プロデューサー。映画制作・配給会社フィルマウロのオーナーであり、サッカーセリエA・SSCナポリの会長を務めている（2004年 - ）。

## 経歴
デ・ラウレンティスの一族は映画プロデューサーとして有名であり、叔父のディノ・デ・ラウレンティスはハンニバル・レクター博士のシリーズ映画『ハンニバル』『レッドドラゴン』を製作している。アウレリオ自身も1970年代後半から数々の映画製作に従事し、近年では『スカイキャプテン ワールド・オブ・トゥモロー』（2004）なども手掛けている。

## ナポリ会長
2004年に自身の生まれ故郷のクラブで経営破綻したSSCナポリを買収し、自ら会長に就任。監督に経験豊富なエドアルド・レヤ、GMにピエルパオロ・マリーノ(ローマ、ウディネーゼのGMとして活躍)を招聘し、2006-07シーズンには6シーズンぶりのセリエA昇格を決めた。
デ・ラウレンティスは積極的な補強を行いつつ、近未来を見据えた若手選手への投資を重視しており、2007-08シーズンのナポリはFWのエセキエル・ラベッシ、MFのマレク・ハムシーク、ワルテル・ガルガーノら若手選手が躍動して8位という好成績を収めた。2008-09シーズン、ナポリが不振に陥ったためレーヤを途中で解任し、ロベルト・ドナドーニを監督に招聘。
2009-10シーズン、FWファビオ・クアリャレッラ、MFルカ・チガリーニ、DFウーゴ・カンパニャーロ、GKモルガン・デ・サンクティスと優秀な選手を補強。2009年9月末、ナポリ再建を共に進めてきたマリーノSDとの契約を解除した。
2018年8月からSSCバーリも保有している。

## 映画
- 昼下がり、ローマの恋 (2011)	製作
- モニカ・ベルッチの 恋愛マニュアル (2007)<未>	製作
- イタリア的、恋愛マニュアル (2005)	製作
- スカイキャプテン　ワールド・オブ・トゥモロー (2004)	製作総指揮
- 恋は結婚式の後で… (1998)<未>	製作
- オーメン黙示録 (1996)<未>	製作
- マカロニ (1985)	製作